# Santa Luzia do Norte
Santa Luzia do Norte est une municipalité brésilienne dans l'État de l'Alagoas.